# Dicte
Dicte är en dansk kriminalserie som hade premiär på danska TV 2 i januari 2013. Den baseras på Elsebeth Egholms romanserie om journalisten Dicte Svendsen.
Serien spelades in i 10 avsnitt år 2012 och sändes i Sverige i TV4 under våren 2013. Senare återkom serien med ytterligare två säsonger.

## Handling
Dicte Svendsen är en 39 år gammal kriminalreporter som flyttar hem till Århus i Danmark efter att ha bott i Köpenhamn. Detta sker efter skilsmässan från hennes exman Torsten (även pappa till dottern Rose). Hon har två barn, dottern Rose (18 år) och sonen Peter (24 år) som hon var tvungen av sina föräldrar att adoptera bort för att hon fick honom med en person som inte tillhörde Jehovas vittnen. I serien får man följa Dicte genom privatliv och arbete. Hennes närmaste vänner är Ida Marie och Anne som båda är runt 40 år gamla. Hon samarbetar med fotografen Bo på tidningen och inleder även ett förhållande med honom. Andra personer som Dicte samarbetar med är polischefen John Wagner och dennes assistent Linda Bendtsen. 

## Rollista (i urval)
- Dicte Svendsen - Iben Hjejle
- John Wagner    - Lars Brygmann
- Anne Skov Larsen - Laerke Winther Andersen
- Ida Marie Svensson - Lene Maria Christensen
- Linda Bendtsen - Ditte Ylva Olsen
- Rose Svendsen - Emilie Kruse
- Bo Skytte - Dar Salim
- Torsten Svendsen - Lars Ranthe
- Otto Kaiser - Peter Schröder